# Albert Westerlinck
Albert Westerlinck, pseudoniem van José Joris Maria Aerts (Geel, 17 februari 1914 - Kasterlee, 30 april 1984), was een Vlaams dichter, schrijver en priester. Naast poëzie publiceerde hij vooral literaire kritieken en literatuurwetenschappelijke essays en studies.

## Levensloop
Na het secundair onderwijs in zijn geboorteplaats Geel ging Westerlinck naar het seminarie in Mechelen, waar hij in 1937 tot priester werd gewijd. Tijdens die jaren op het seminarie debuteerde hij met gedichten in Dietsche Warande en Belfort en andere literaire tijdschriften. In 1938 verscheen zijn eerste bundel, onder de titel Bovenzinnelijk verdriet. Niet lang daarna volgde een tweede dichtbundel, Met zachte stem (1939) en in 1943 verscheen een laatste bundel met eigen gedichten onder de titel Aards en hemels. Zijn poëzie is religieus van aard.
Meer dan door zijn eigen poëzie verwierf Westerlinck bekendheid als literatuurwetenschapper en criticus. Na zijn priesterwijding studeerde hij Germaanse filologie aan de Katholieke Universiteit Leuven, waar hij in 1941 promoveerde tot licentiaat in de Germaanse filologie met de thesis De Psychologie van de Schwermut in de Kunst.
In 1941 werd hij leraar aan het Sint-Romboutscollege in Mechelen. In 1943 werd hij verbonden aan de Katholieke Universiteit Leuven: assistent bij prof. dr. Paul Sobry (1943-1950), docent (1950-1954), hoogleraar (1954-1978) Nederlandse literatuur en Europese vergelijkende literatuur. In 1952 promoveerde hij tot doctor in de Germaanse filologie met zijn proefschrift over De psychologische figuur van Karel van de Woestijne als dichter. Hij schreef ook een opgemerkte studie over de priester-dichter Guido Gezelle.
In 1945 werd hij redactiesecretaris en in 1969 hoofdredacteur van het literair tijdschrift Dietsche Warande en Belfort. Deze laatste functie vervulde hij tot zijn dood in 1984.
Hij werd actief lid van de Gezelle-Thijmvereniging (1947-1952), was bestuurslid van de Boekengilde De Clauwaert (vanaf 1948) en werd werkend lid van de Koninklijke Academie voor Nederlandse Taal- en Letterkunde. Hij was ook Vlaams voorzitter van de Algemene Conferentie der Nederlandse Letteren.
Hij publiceerde een groot aantal kritieken, essays en studies (waarvan enkele onder zijn eigen naam) en werd gezien als een vooraanstaand wetenschapper in zijn vakgebied. Uit zijn publicaties blijkt een duidelijke interesse voor onder meer de psychologie en de fenomenologie. Voor zijn doctoraat kreeg hij in 1952 de Prijs van de Scriptores Catholici en voor het er uit voortvloeiende essay over De psychologische figuur van Karel van de Woestijne als dichter in 1954 de Joris Eeckhoutprijs.
De Katholieke Universiteit Nijmegen verleende Westerlinck in 1974 een eredoctoraat. In 1981 kreeg hij de Oeuvreprijs van de Vlaamse Gemeenschap.
Na zijn dood liet Westerlinck een uitgebreide bibliotheek na. Tijdens zijn leven verzamelde hij meer dan 8000 boeken, waarvan hij een groot deel naliet aan de Leuvense Universiteitsbibliotheek. Hij bezat onder andere materiaal over Guido Gezelle, Paul van Ostaijen, Willem F. Hermans, Goethe en Kafka.

## Publicaties (selectie)
- Bovenzinnelijk verdriet (poëzie, 1938)
- Met zachte stem (poëzie, 1939)
- Aards en hemels (poëzie, 1943)
- Het lied van Tantalus (1944), onderzoek gewijd aan het werk van André Demedts.
- Prosper van Langendonck. Diagnose van een ongeneeslijke ziel (1946).
- De psychologische figuur van Karel van de Woestijne als dichter (1952)
- Honderd schrijvers van onze eeuw (1954)
- Stijlgeheimen van Karel van de Woestijne (1956)
- De innerlijke Timmermans (1957)
- De wereldbeschouwing van August Vermeylen (1958)
- Wandelen al peinzend (1960)
- De Zuidnederlandse dichtkunst in de 19e eeuw. Een synthetische waardering (1962)
- Alleen en van geen mens gestoord (1964)
- Het poëtisch wereldbeeld van Jos De Haes (1965)
- Gesprekken met Walschap. Eerste deel: Van Waldo tot Houtekiet (1969)
- Gesprekken met Walschap. Tweede deel: Van Soo Moereman tot Het Avondmaal (1970)
- Mens en Grens (1972)
- Musica Humana (1973)
- De innerlijke wereld van Guido Gezelle (1977)
- Verwondering en Rekenschap (1978)
- De oude taaltovenaar Guido Gezelle (1981)
- De eerste rijpe jaren van Karel van de Woestijne (1982)